# Hjärtdjur
”Hjärtdjur” kan även syfta på djur med hjärta.
Hjärtdjur (tyska: Herztier) är en roman av Herta Müller som ursprungligen publicerades på tyska år 1994 av Rowohlt Verlag samt i svensk översättning av Karin Löfdahl 1996. Romanen, som är ett av Müllers mest kända verk, handlar om fyra personer som bor och lever i det kommunistiska Rumäniens totalitära polisstatssamhälle fram till att de flyr till Tyskland. Romanen utspelar sig under 1970- och 80-talen. Berättaren är en oidentifierad ung kvinna som tillhör Rumäniens tyska minoritet, mycket likt författaren själv. Müller har sagt att romanen skrevs "till minne av mina rumänska vänner som mördades under Ceaușescus styre."
Romanen beskriver, liksom är fallet i många av Müllers verk, ställningen för dissidenterna i den tyska minoriteten i Rumänien, en grupp som drabbades av dubbelt förtryck under Ceaușescu. Den lantliga tyskspråkiga gemenskapen försöker bevara sin kultur genom att nogsamt upprätthålla sina traditionella normer. När huvudpersonerna väl flytt den kontrollerande miljön genom att uppta universitetsstudier i staden drabbas de, på grund av sin ställning som  politiska dissidenter, av det förtryck som den totalitära regimen utövar. De som lyckas fly landet till Tyskland känner sig istället kulturellt utstötta, de behandlas inte som tyskar utan snarare som östeuropéer. Romanen vittnar om den rumänska regimens övergrepp och det påföljande traumat. Normala relationer mellan människor blir omöjliga genom bristen på yttrandefrihet, de ständigt närvarande hotet om våld, fängelse och avrättning samt misstanken att även den närmsta vän kan vara en förrädare. Romanen är skriven i en parataktisk stil med många tillbakablickar och tidsbyten, med ett språk som ger en inblick i traumat och förtrycket.
I sin tyska originalutgåva, samt den nederländska översättningen, fick romanen enbart ljummen uppmärksamhet, men uppmärksammades av den internationella publiken när den översattes till engelska av Michael Hoffmann 1996. Översättningen vann International IMPAC Dublin Literary Award 1998 – det största pris gett till ett enskilt fiktivt verk publicerat på engelska. Romanen hamnade på bästsäljarlistan på Amazon.com när Müller tillkännagivits 2009 års nobelpris i litteratur.

## Handling
Den första person som berättaren introducerar i romanen är en ung kvinna vid namn Lola. Lola delar rum med fem andra flickor – däribland berättaren – i en studentkorridor. Lola samlar sina erfarenheter i en dagbok, där hon bland annat återberättar sina försök att fly från skolans och samhällets totalitära värld genom nattliga bussturer och brutala sexakter med män som återvänder från fabriksarbetet på natten. Hon har även en affär med idrottsläraren och går snart med i kommunistpartiet. Den första delen av romanen slutar när Lola hittas hängd i garderoben. Hon har lämnat sin dagbok i berättarens väska.
Då Lola antas ha begått självmord och därigenom förrått sitt land och sitt parti blir Lola offentligt fördömd i en skolceremoni. Kort därefter delar berättaren Lolas dagbok med tre manliga vänner: Edgar, Georg och Kurt. Lolas liv blir för dem en flykt, då de också går på högskola och hänger sig åt samhällsfientliga aktiviteter: läser tyska böcker, sjunger förbjudna sånger, skriver kodade brev samt fotograferar fångbussar. Alla fyra kommer från tysktalande bakgrund, och alla får de brev från sina mödrar som klagar på sjukdomar och hur deras barns aktiviteter orsakar dem problem. De har också alla fäder som var med i SS under andra världskriget. De gömmer dagboken och andra dokument, däribland fotografier och böcker, i en brunn vid en övergiven sommarbostad i staden. Det framkommer snart att en officer i Securitate, kapten Pjele, intresserar sig för de fyra och börjar utsätta dem för regelbundna förhör. Deras egendom genomsöks, brev öppnas och de hotas av kaptenen och hans hund – som också han heter Pjele.
Efter att de fyra tagit examen går de skilda vägar, men upprätthåller kontakten genom brev och regelbundna besök. Securitate läser dock deras brev. De tar lågbetalda jobb – Kurt på ett slakteri och berättaren som översättare av tyska manualer på en fabrik. En ny femte medlem, Tereza, blir nära vän med berättaren, tills det framkommer att hon har arbetat åt Pjele.
De fem personernas liv blir allt mer miserabla, och trots att de börjar följa regimens krav förlorar de sina jobb av politiska skäl. De överväger att fly. Georg är den första som lyckas lämna landet. Bara efter några veckor i Tyskland påträffas han död nedanför ett fönster på ett hotell i Frankfurt. Fallet kan tolkas som ett självmord. Berättaren och Edgar flyr även de till Tyskland, men fortsätter få dödshot. Kurt stannar i Rumänien, nu utan arbete, och hittas senare hängd. Romanen slutar med samma text som den började: "Om vi tiger är vi opålitliga, sade Edgar, om vi talar är vi löjliga."

## Romanfigurerna
Berättaren, Edgar, Georg och Kurt kommer alla från liknande bakgrunder: de tillhör den tyska minoriteten i Rumänien, och studerar vid samma universitet. De utsätts för förföljelse och är motståndare till regimen. Romanfigurerna, och i synnerhet Edgar, Georg och Kurt, är medvetet beskrivna på ett ganska odetaljerat vis: "karaktärisering är inte vad som eftersträvas. Müller är i första hand en poet", och den poetiska ådran förklarar bristen på organiserade kapitel och övergångar som kopplar ihop texten. Av de sex huvudpersonerna som utsätts för regimens förtryck överlever endast berättaren och Edgar medan Lola och Kurt hittas hängda, Georg begår självmord efter sin flykt till Tyskland, och Tereza – berättarens vän som förråder henne och anger henne till Securitate – dör av cancer.

## Genre

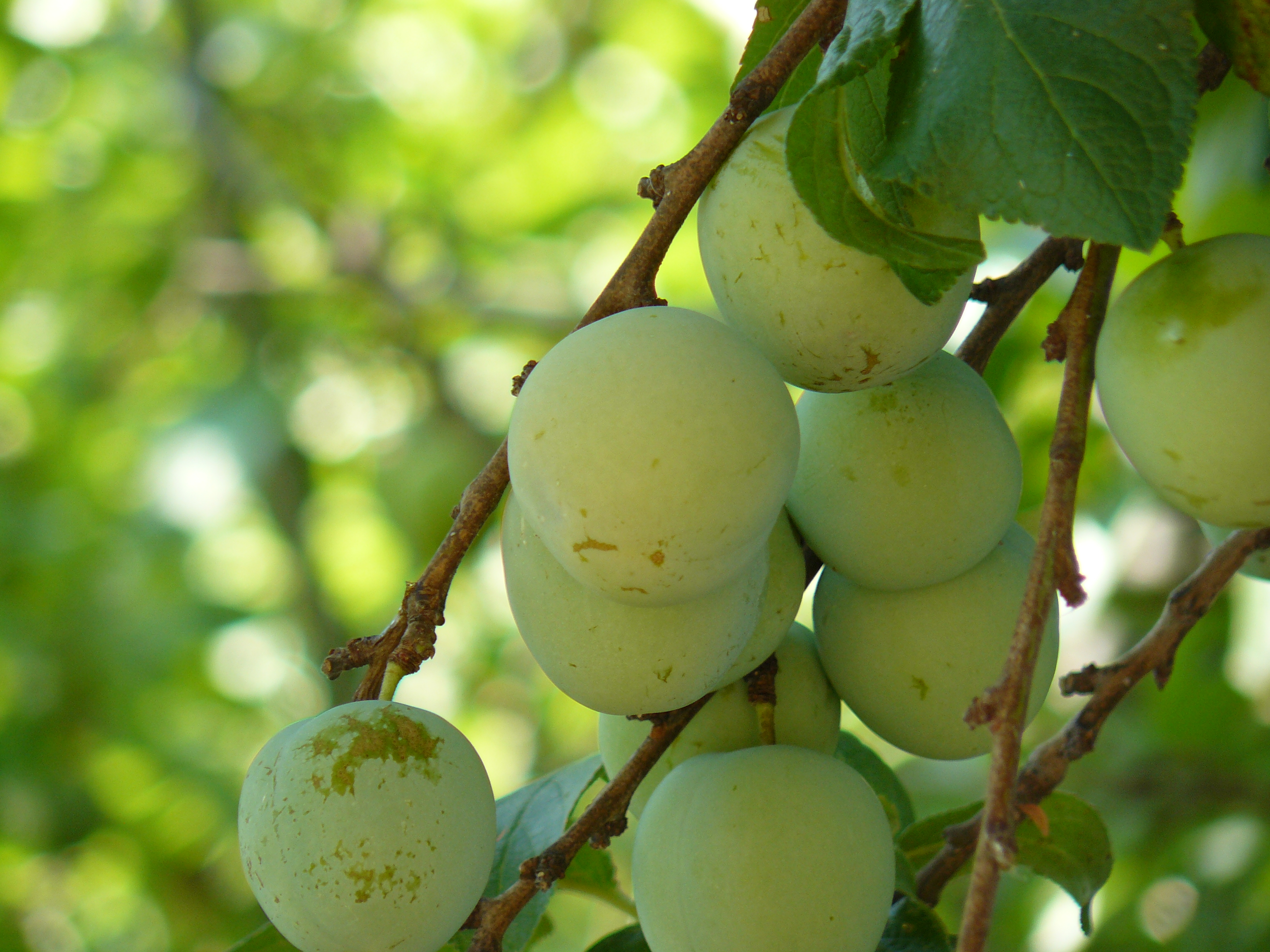
Plommonen utgör ett exempel på varför romanen har kallats för en allegori.

Romanen är delvis självbiografisk. I likhet med berättaren kommer Müller från Rumäniens tyskspråkiga minoritet – schwaberna från Banatet – med en tidigare SS-soldat till far. Müller utbildade sig till lärare men blev avskedad när hon vägrade samarbeta med Securitate, vilket föranledde hennes flykt till Tyskland 1987. I en intervju från 1998 nämner hon att i några av romanfigurerna återfinns verkliga personer: "så var redan fallet i min förra bok [Hjärtdjur]. Eftersom min bästa flickkompis dog ung, och eftersom hon hade förrått mig, och eftersom jag var tvungen att förakta henne och inte kunde sluta älska henne." I en tidigare intervju med den danska tidningen Politiken förklarade hon ytterligare romanfiguren Tereza och likheterna med sin verkliga vän: "Jag hade en nära vän i Rumänien, som kom och besökte mig i Tyskland, när jag till slut hade flytt landet. Hon arbetade för Securitate, visade det sig senare. Hon lämnade sitt pass öppet, och jag råkade se det en morgon, när hon var ute. Ingen vanlig person hade pass med visa till Grekland, till Italien och Spanien. Hon erkände allt, och kort därefter var jag naturligtvis tvungen att kasta ut henne. Detta hände samtidigt som jag fick dödshot likt så många andra som flytt från Rumänien, och jag höll mig långt borta från rumäner som jag inte kände eller inte kunde lita på. Men hon var min vän.
Romanen uppfyller delvis kriterierna för en allegori: exempel på detta är de gröna plommonen. I boken varnar mödrar sina barn att inte äta gröna, omogna plommon eftersom de är giftiga. Samtidigt skildrar romanen hur poliskonstaplar regelbundet vräker i sig av frukten. "Konstaplarnas brist på måtta i ätandet av frukten är en parallell till det hänsynslösa förföljandet av människorasen" under Ceaușescu. De gröna plommonen är även en liknelse till barndomen, eller regression till barndomen. "Berättaren tittar på de rumänska polisvakterna på stadens gator i takt med att de girigt pallar gröna plommon ... De blev återigen barn, och stal plommon från byträden. Müllers bild av en polisstat vaktad av plommontjuvar känns som en sorts fabel om frosseriets, galenskapens och brutalitetens förenade djävulskap."

## Språk och stil

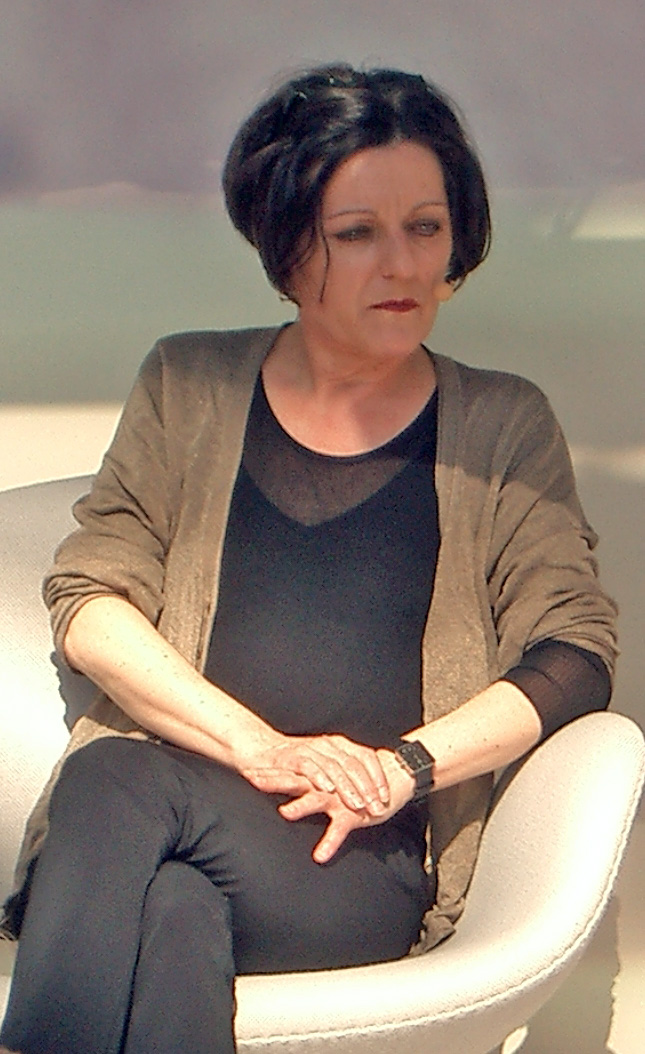
Herta Müller, 2007.

Kritiker har kallat Müllers skrivande politiskt: "en sorts manifestmotstånd mot totalitära maktanspråk." De har även kommenterat och analyserat på hennes "komplexa och tvetydiga bildspråk." Enligt Larry Wolff som recenserade boken i The New York Times är språkets poetiska kvalitéer kopplade till författarens mål: "författaren försöker skapa en form av poesi ur den spirituella och materiella fulheten i det kommunistrumänska livet." I allmänhet har kritikerkåren uppskattat romanens språk – däribland Nicholas Lezard i The Guardian:
Prosan är, trots sin enkelhet på den enskilda meningsnivån (och vi kan anta att Hofmanns översättning är väldigt trogen originalet) växlande och oklar, till den grad att vi då och då blir osäkra på vad som exakt händer – vilket är en avsiktlig flykt från kausaliteten, och ganska förståeligt i ett land där alla (till och med hästarna) har blivit galna av rädsla.
Även om romanens språk, och Müllers språk i allmänhet, hyllas för sin precision – Peter Englund, Svenska akademiens dåvarande ständige sekreterare, anmärkte på hennes "extrema noggrannhet med ord" – är det många saker som förblir osagda. En kritiker i The Australian konstaterade att berättaren aldrig namnges, att orden "totalitär" och "frihet" aldrig förekommer, och att Ceaușescu, oftast enbart refererad till som "diktatorn", bara namnges två gånger – först när en romanfigur, en judisk överlevare från andra världskriget, anmärker på hur hälsningen "ciao" också är första stavelsen i diktatorns namn, och andra gången när en jämförelse görs mellan Ceaușescu, Hitler och Stalin.

## Tematik

### Trauma

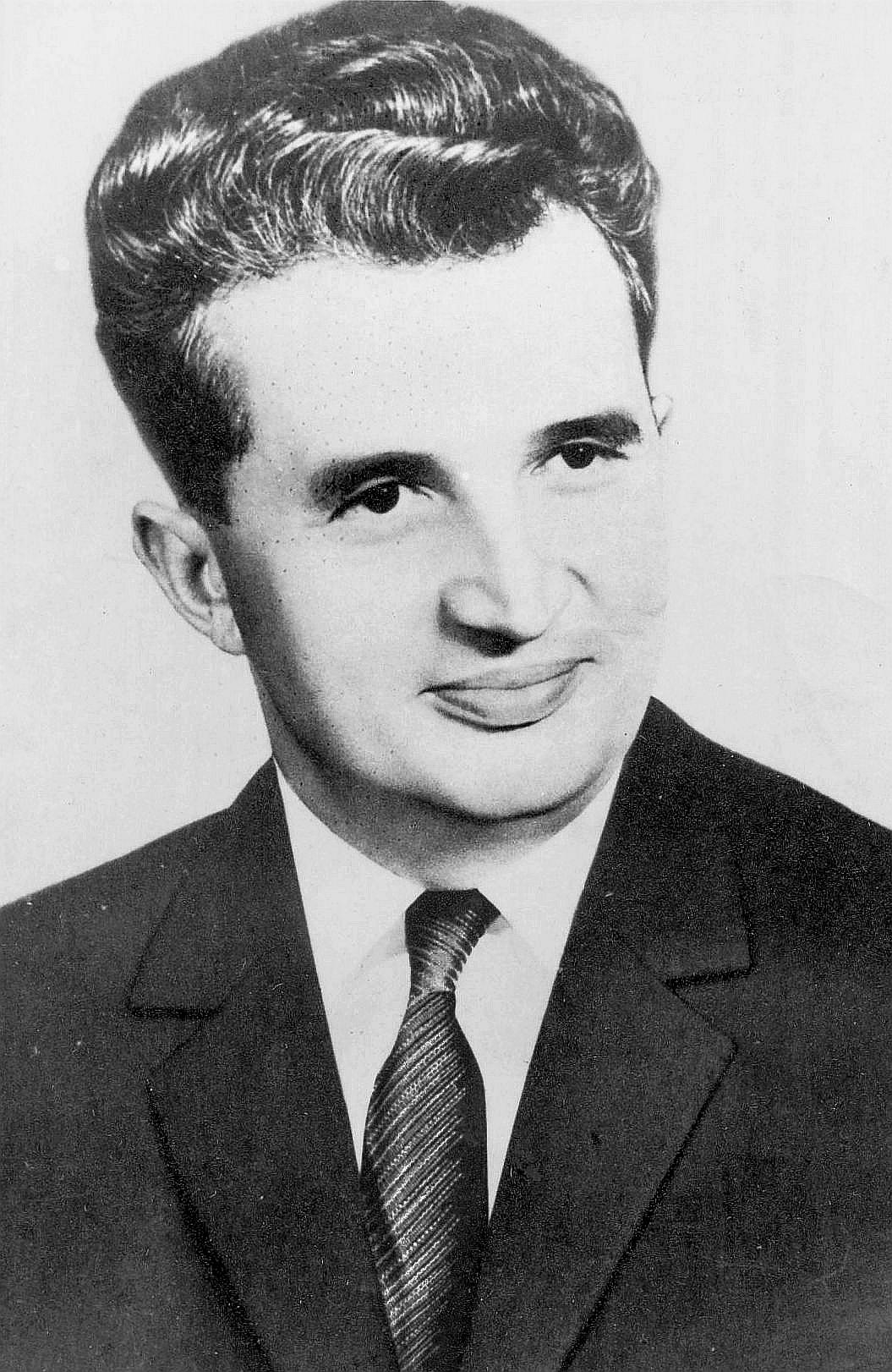
En kritiker menar att Hjärtdjur skrevs som ett svar till livets trauman under Ceaușescus diktatur, när Rumäniens invånare levde i konstant skräck för säkerhetspolisen eller Securitate.

Psykiska trauman orsakade av rädslor är ett tema som är genomgående i hela romanen: "rädsla, isolering och övergivenhet karaktäriserar både berättaren och hennes tre vänner... Müller beskriver hur rädslan får sitt eget liv: den blir självständig från den utsattes vilja." En kritiker menar att Hjärtdjur skrevs som ett svar till livets trauman under Ceaușescus diktatur, när Rumäniens invånare levde i konstant skräck för säkerhetspolisen eller Securitate. Müller har i en intervju sagt att den rädsla som beskrivs i romanen också är självbiografisk.
Beverley Driver Eddy menade att romanen framställer både traumat och bevisen för dess existens. Berättaren ger sin egen vittnesbörd, och sätter den i förhållande till vittnesbörden av hennes vänners lidande. Lola, vännen som – förmodligen – begick självmord i romanens början, fick sin vittnesbörd bevarad i sin dagbok, där hon skrev om sin djuriska sexualitet med män utan namn, samt hennes kamp med skulden över att ha gått med i kommunistpartiet i ett försök att förbättra sig själv. Att bevara dagboken, samt att dela med sig av den till sina tre vänner, blir för berättaren väsentligt, särskilt sedan Lolas minne utraderades av partietablissemanget bara några få dagar efter hennes död. Detta blir ännu mer invecklat då Lolas vittnesbörd vävs in i berättarens egen - en "vittnesbörd inuti en vittnesbörd." I en intervju publicerad 1998 förklarade Müller själv att "det var viktigt att visa att barndomserfarenheterna har internaliserats i berättaren, och att det skrämda barnet som vägrar följa strömmen och dess trauman fortfarande finns kvar i den vuxne dissidentens trauman." I en metafor tidit i romanen, där berättarens fader rensar ogräs, blir parallellen mellan fadern och diktatorn tydlig: "båda "gräver kyrkogårdar" utan rädsla för vedergällning." Ett symptom för de trauman som det skapar i offren är känslan av att vara avkopplad, oförmågan att lita på vänner och den belastning som det innebär, samt hur det skadar ens förmåga att ha normala relationer med andra människor för resten av offrets liv. Müllers roman porträtterar denna avkoppling och de pågående trauman som överlevarna ständigt bär med sig även efter diktaturens fall.
Andra kritiker har fokuserat på andra effekter av trauma som beskrivs i romanen, och allmänt i Müllers verk. Lyn Marven menar att Müllers poesi och stil, som karaktäriseras av paratax och syntaktiska och narrativa hopp, visar på en av traumans effekter. "Trauma stör minnesstrukturen....Trauma kan inte bli en del av berättarens minne utan existerar bara som en lycka eller tom fläck. Därför kan det inte artikuleras utan återges genom förvånansvärt bokstavliga tillbakahopp, hallucinationer eller drömmar. Hon pekar även på en annan effekt: "en förvriden kroppsbild" som ofta ger upphov till "radikal metonymi" – det vill säga, en fragmentering – blir väldigt tydlig i en scen där Pjele under ett förhör listar berättarens kläder och ägodelar, vilket berättaren svarar på genom att lista sina egna kroppsdelar:
| ” | 1 jacka, 1 blus, 1 par byxor, 1 par strumpbyxor, 1 par trosor, 1 par skor, 1 par örhängen, 1 armbandsur. Jag var helt naken, sade jag. 1 adressbok, 1 pressad lindblomma, 1 pressat klöverblad, 1 kulspetspenna, 1 näsduk, 1 ögontusch, 1 läppstift, 1 puderask, 1 kam, 4 nycklar, 2 frimärken, 5 spårvagnskort. 1 handväska. Allt var uppskrivet i rubriker på ett papper. Mig själv skrev kapten Pjele inte upp. Han tänker bura in mig. Det kommer inte stå på någon lista att jag hade 1 panna, 2 ögon, 2 öron, 1 näsa, 2 läppar, när jag kom hit. | „ |
| – | |   |

Marven konstaterar att Müllers collage, som Marven menar är "centrala för Müllers œuvre", visar på samma fragmentering, och menar vidare att hennes "allt mer läsvärda" prosa (vilket Grazziella Predoui håller med om, som kommenterar att Müllers prosa utvecklas från paratax till allt mer komplicerad syntax) som länkas samman med nya collage som rör sig mot berättandet kan tyda på att det finns "en möjlighet att komma över trauman."

### Banatschwaber
Situationen för Rumäniens banatschwaber, det vill säga Rumäniens tyskspråkiga minoritet, är ett av Müllers ständigt återkommande teman, och så även i Hjärtdjur. Temat utforskas grundligt i en artikel av Valentine Glajar från 1997: "Banat-Swabian, Romanian and German: Conflicting Identities in Herta Müllers Herztier." Den banatschwabiska gemenskapen, som berättaren tillhör, beskrivs av Müller som extremt etnocentrisk: de ville inte emigrera till Tyskland, och kontrollerade sina barn på ett närmast totalitärt sätt för att få dem att stanna kvar i gemenskapen. Müller behandlade det temat även i sitt första verk, Niederungen, översatt till  Nadir på engelska och ej översatt till svenska: den tyska gemenskapen försöker där desperat behålla sitt språk och traditioner som ett sätt att förneka den rumänska diktatur de lyder under. En kritiker kallade greppet en "mekaniskt följd tradition."
Glajar tolkade det som berättarens moders värld. Hon skriver i brev till sin dotter om sina sjukdomar, och hoppas därigenom få sin dotter att känna känslomässiga band till sin hemby. Berättarens fader var med i SS (vilket även Müllers fader och farbror var) – ett problematiskt exempel på tyskhet. Romanen berättar om en spänning i Rumänien mellan den banatschwabiska gemenskapens kulturellt totalitära atmosfär och Timișoaras politiskt totalitära värld, den stad där huvudpersonerna går i skolan – mellan tyskar och rumäner. Huvudpersonerna märker dock när de flyttar till Tyskland att även om de var tyskar i Rumänien är de rumäner i Tyskland. De genomlider både sociala och språkliga svårigheter, vilket får George att begå självmord bara några få veckor efter att han kommit fram till Frankfurt.

## Mottagande

### Akademiskt intresse
Romanen blev snabbt av intresse för akademiska studier, och forskare har diskuterat den utifrån åtminstone tre olika kategorier: språk och stil – ofta i relation till den totalitära statens politik, traumastudier – på grund av den psykiska press som romanens huvudpersoner upplever, då de växer upp i en totalitär regim, samt etnografiska och litterära studier av den tyska minoriteten i Rumänien. Valentine Glajar vid Texas State University publicerade 1997 en artikel om just de litterära studierna. Hjärtdjur är dessutom en av de fyra romaner som behandlas i hennes monografi om tyskspråkig litteratur från Östeuropa från 2004: The German Legacy.

### Uppmärksamhet i media
I tysk press fick romanen ett blygsamt men positivt mottagande. Rolf Michaelis recenserade romanen i Die Zeit i oktober 1994, där han analyserade rädsla och hur den fungerar. Han hyllade boken som en "poetisk epik" och jämförde övergångar och struktur med Homeros. Han skrev att "Herta Müller inte bara använder sig av det tyska språket – hon gör det till sitt eget, på ett ojämförbart vis. Hon uppfinner sitt eget språk. En till positiv recension, men av den nederländska översättningen, kom i den nationella dagstidningen Trouw 1996. Den engelska översättningen mottog även den positiv respons. I en recension i The San Diego Union-Tribune stod det att "denna hjärtskärande saga är bitter och mörk, men ändå vacker." Larry Wolff beskrev, i sin recension i The New York Times, boken som "en roman med grafiskt observerade detaljer där författaren försöker skapa någon sorts poesi ut ur det kommunistrumänska livets spirituella och materiella fulhet."
Radio Free Europe rapporterade att romanen är en av den iranska demokratiaktivisten Mohammad-Ali Abtahis favoritromaner – han läste den i den persiska översättningen av Gholamhossein Mirza-Saleh, kort efter att ha släppts ut från fängelse 2009.

## Priser

### IMPAC Award
18 maj 1998 tillkännagavs det att romanen, och dess engelska översättning, hade belönats med International IMPAC Dublin Literary Award. Müller belönades med £75 000 och översättaren Michael Hofmann £25 000. I kommentarerna lyfte juryn fram romanens teman (politik, språk och allegori):
| ” | Romanen skapar på ett briljant sätt en värld av elakhet och förtryck. Hjärtdjur, som utspelar sig i kommunistiska Rumänien under Ceausescus diktatur, berättar om en grupp dissidentstudenter och lärares liv, vars integritet konstant är under fara, och ibland till och med inskränks. Herta Müllers känslostarka och levande prosa utforskar ett terrordrabbat samhälle av falskhet och politisk ärekränkning. De "gröna plommonen" står delvis för sanningen och dess brutala förtryck i en värld av förhörare och informanter, där att tala ut kan bli en fråga om liv och död. Författarens stil är av en spartansk vältalighet, och romanens individer är kraftfullt beskrivna. Den eleganta men underskattade boken är såväl dyster som vacker, humoristisk och hjärtskärande. | „ |

Priset fick boken att uppmärksammas, framförallt i USA, och vid årets slut publicerades den som pocket i landet av Hydra Books/Northwestern University Press.

### Nobelpriset i litteratur 2009
2009 vann Müller Nobelpriset i litteratur, och under tillkännagivningsceremonin refererade Svenska Akademiens Anders Olsson till romanen som en "mästerlig redogörelse av en grupp ungdomars flykt från terrorväldet." Direkt efter tillkännagivningen gick försäljningssiffrorna för Hjärtdjur och Müllers andra romaner kraftigt uppåt: "På torsdagsmorgonen när priset tillkännagavs var Hjärtdjur, på alla sätt Müllers bästa bok, nummer 56 359 på Amazon.com. När butiken stängde för dagen var den nummer sju."

## Utgivning
Hjärtdjur var Müllers andra bok som publicerades efter att hon lämnat Rumänien: Redan då var räven jägare (1992) var den första. Hjärtdjur släpptes på tyska 1994, två år senare i engelsk översättning av Michael Hoffmann och i svensk av Karin Löfdahl. 1996 släpptes den även på nederländska, och 1998 på franska.